# Château de Belhade
Le château de Belhade ou château de Rochefort-Lavie se situe sur la commune de Belhade, dans le département français des Landes. Le château et le sol d'assiette de l'ancienne motte féodale sont inscrits au titre des monuments historiques par arrêté du 16 janvier 2001.

## Présentation
Le château actuel occupe l'emplacement d'un château plus ancien érigé au XIIIe siècle sur une motte castrale comme siège d'une seigneurie qui étendait son contrôle sur la paroisse de Belhade et celles environnantes de Biganon, Moustey, Pissos, Ychoux, etc. Apanage de la maison d'Albret, Belhade devient la plus ancienne baronnie des Landes avant de devenir un comté.
Pendant plusieurs siècles, le château reste dans la famille de Pontacq, qui le cède finalement aux Lavie en 1759. Des aménagements sont alors réalisés au cours du XVIIIe siècle. De cette époque, le château conserve son corps de logis surélevé flanqué de deux tours carrées placées en avant de la façade. Les autres bâtiments se développent autour d'une cour formant enceinte. La décoration intérieure fait quant à elle l'objet d'une restauration au cours du XIXe siècle.
L'intérêt majeur du site, justifiant son inscription, réside dans la continuité historique de son occupation.

## Galerie

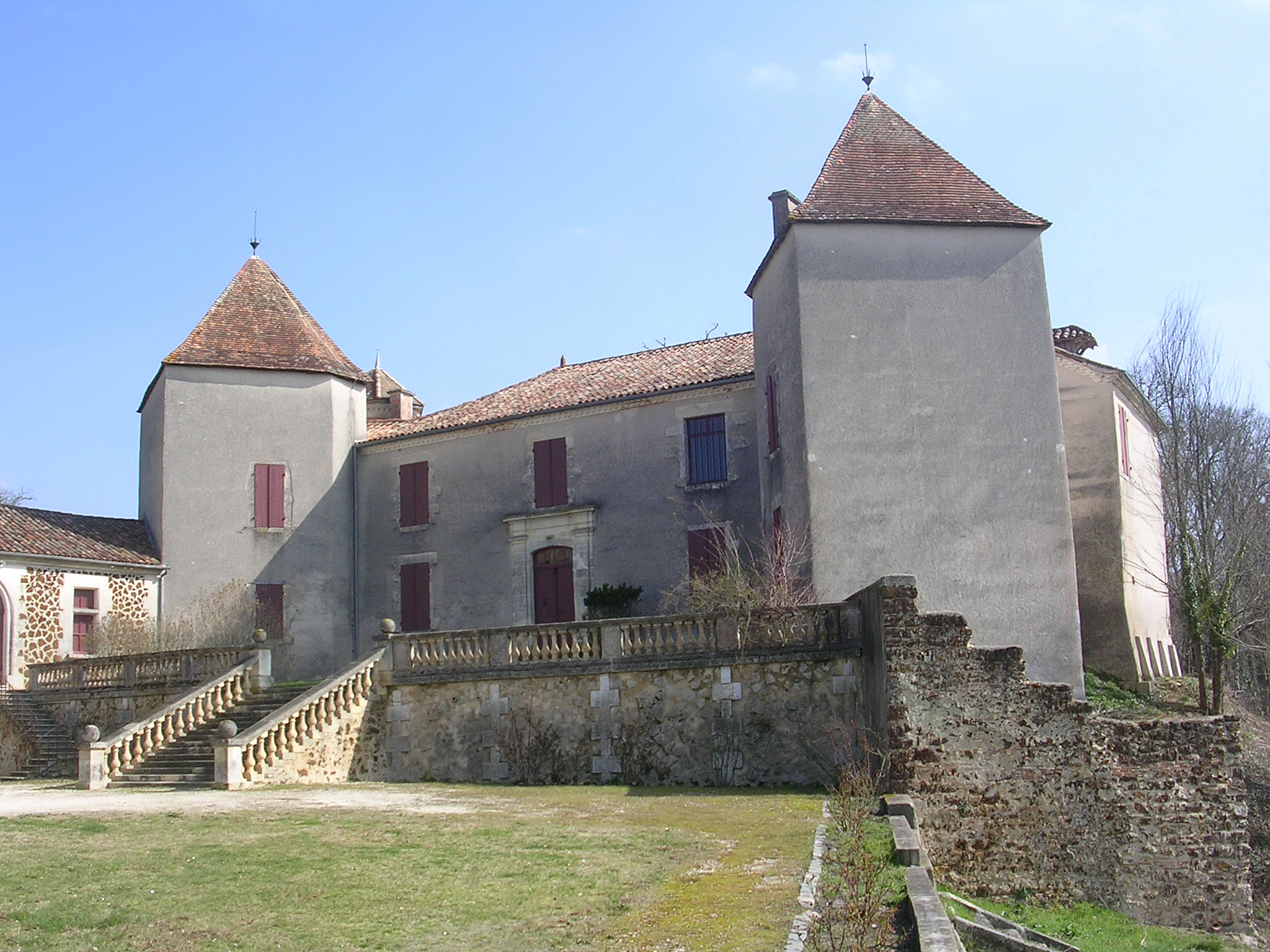
Bâtiment principal surélevé, terrasse à balustrade.
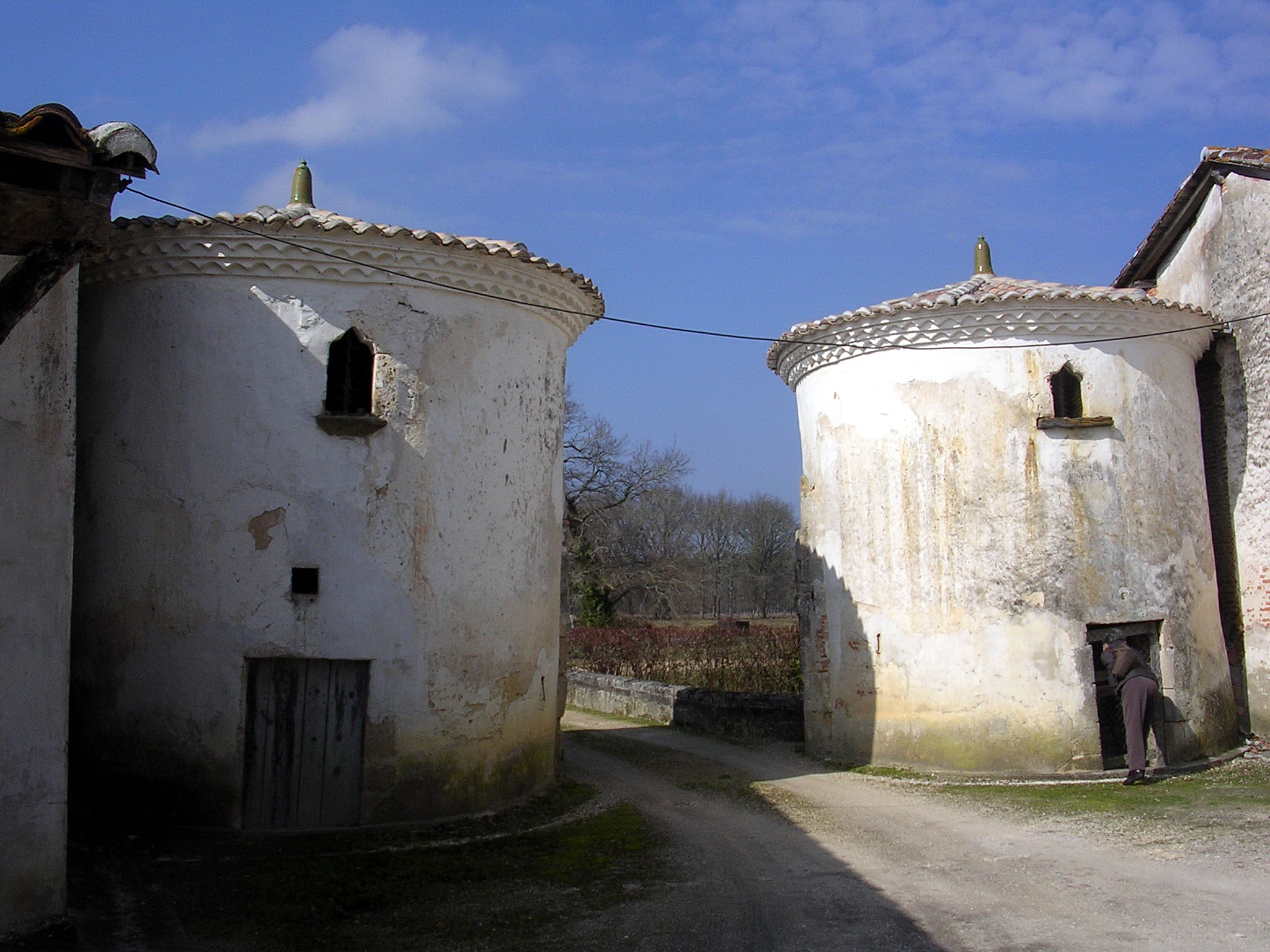
Entrée de l'enceinte.